# کگن
کگن (به لاتین: Kegen}} یک زیستگاه انسانی در قزاقستان است که در شهرستان رحیم‌بیک واقع شده‌است.

## خصوصیات
کگن  ۹٬۰۴۹ نفر جمعیت دارد.